# N1

Az N1 jellegrajza. Az ábrán a zöld színű rész az A, B és V fokozatok, míg a szürke rész az G és D fokozatot magában foglaló L3 holdrakéta.

Az N1 szovjet nehéz hordozórakéta, amelyet emberes holdrepülésre szántak a szovjet holdprogramon belül. A rakéta programját az OKB–1 tervezőirodában kezdetben Szergej Koroljov vezette 1966-os haláláig, majd Vaszilij Misin vette át az irányítását. A projektnek valószínűleg nem volt meg a teljes anyagi fedezete és kudarccal végződött. A teljes holdrakéta jelzése N1–L3 volt, ahol az N1 az indítórakéta, az L3 pedig a Holdhoz eljuttató rakéta volt. Az N1 programja 1974-ben fejeződött be. Ezt előbb a Vulkan elképzelés követte, amely egy hatalmas, Proton-szerű, hipergol hajtóanyagú rakéta, majd 1976-ban az Enyergija–Buran-program.
A rakéta (az NK–15 továbbfejlesztésével létrehozott) NK–33 főhajtóművét több, napjainkban fejlesztés alatt álló hordozórakétába tervezik beépíteni.

## Leírás
Az N–1 egy Saturn V-höz hasonló hatalmas rakéta volt. 95 tonnát állíthatott alacsony pályára, magassága több mint 100 méter volt, ez a valaha épített legmagasabb szovjet rakéta. A hajtóművek elhelyezése és a hajtóanyag vezetékrendszere túlságosan bonyolult volt. A gyártás gyorsítása és a pénzmegtakarítás végett az NK–15 hajtóműveket (amelyekből 30 volt a rakétán) soha nem tesztelték kombinációban, csak külön. Ennek következtében a rakéta minden indításnál súlyosan berázkódott, irányíthatatlan forgásba kezdett, a vezetékek és a turbinák szétmentek, a rakéta végül felrobbant. Akkor még nem ismerték a kudarcok okát. A sikeres amerikai Saturn V-nek csak öt nagy (F–1) hajtóműve volt, míg az N1-nek 30.

## Repülések
A technikai nehézségek és a pénzhiány miatt az N1 soha nem jutott el a sikeres tesztrepülésig. Mind a négy személyzet nélküli indítás a tervezett 12 tesztrepülésből sikertelenül végződött még az első fokozat leválása előtt. A leghosszabb repülés 107 másodpercet tartott. 1969-ben két tesztet hajtottak végre, 1971-ben egyet, 1972-ben az utolsót.
Indítások:
- 1969. február 21.: robbanás 12 200 méteren, 69 másodperccel a felszállást követően.
- 1969. július 3.: indításnál meghibásodott az első fokozat. Az ok egy meghibásodott tüzelőanyag-szivattyú volt, az automatikus irányítórendszer ezt észlelte, és leállított 29 hajtóművet a 30-ból. 23 másodperccel a hajtóművek leállása után a rakéta felrobbant, a rakétatörténet legnagyobb robbanását okozva.
- 1971. június 24.: irányíthatatlan forgás indítás után. A rakéta 51 másodperccel a felszállást követően, 1 km magasságban megsemmisült.
- 1972. november 22.: 106,93 másodperccel a felszállást követően az első fokozat egy hajtóművénél Pogo oszcilláció lépett fel, amely 40 km magasságban automatikus hajtómű-leállítást okozott. A rakéta darabjaira hullott.

## Külső hivatkozások
- Stats and info (angolul)
- Raketno-koszmicseszkij kompleksz N1-L3 (oroszul)
- Гудилин В.Е., Слабкий Л.И. (Gudilin V., Szlabkij L.): Ракетно-космические системы (История. Развитие. Перспективы), 1996 (oroszul)
- Interjú Vaszilij Pavlovics Misinnel (oroszul)
- N-1 Launch Vehicle (angol)